# 키비트카

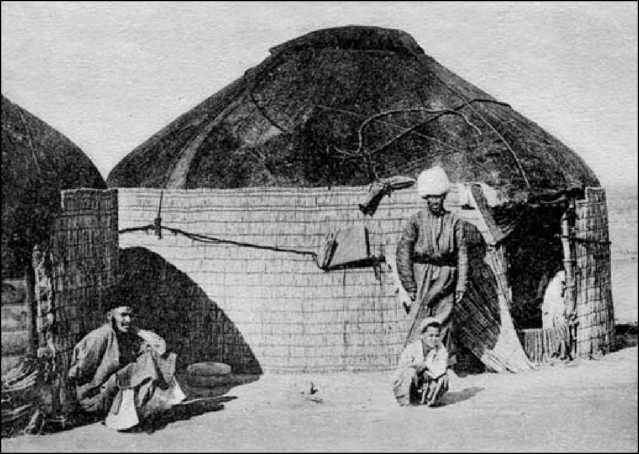

키비트카(러시아어: кибитка, 아랍어 "kubbat" - 돔에서 유래)는 19세기 후반 키르기스스탄과 카자흐스탄 유목민의 목축 유르트이다.
이 단어는 또한 러시아 유형의 마차 또는 썰매를 의미한다.
키비트카는 트로이카와 동일한 장비를 사용하지만 트로이카와 달리 더 크고 일반적으로 닫혀 있다. 러시아 문학과 민속에서 키비트카는 주로 집시 마차를 지칭하는 용어이다. 러시아 제국 시대에 불명예스러운 귀족을 추방하기 위해 이 용어를 사용함으로써 독일어 용어 키비트켄저스티스(kibitkenjustiz)가 탄생했다.

## 같이 보기
- 마차
- 호송차